# Диаграмма (теория категорий)
Диаграмма в теории категорий — категорный аналог индексированного множества в теории множеств, основное различие в том, что в категории есть морфизмы, которые тоже нужно индексировать.
Диаграмма типа {\displaystyle {\mathcal {J}}} в категории {\displaystyle {\mathcal {C}}} определяется как ковариантный функтор {\displaystyle D\colon {\mathcal {J}}\to {\mathcal {C}}}; категория {\displaystyle {\mathcal {J}}} называется также категорией индексов или схемой диаграммы {\displaystyle D}. Диаграмма называется малой или конечной, если категория {\displaystyle {\mathcal {J}}} является соответственно малой или конечной. Морфизм диаграмм типа {\displaystyle {\mathcal {J}}} в категории в категории {\displaystyle {\mathcal {C}}} — это естественное преобразование соответствующих функторов.
Коммутативная диаграмма может быть рассмотрена как визуализация диаграммы типа частичного порядка.